# Mableton, Georgia
Mableton är en ort (CDP) i Cobb County, i delstaten Georgia, USA. Enligt United States Census Bureau har orten en folkmängd på 37 115 invånare (2010) och en landarea på 53,3 km².